# Pull Up Some Dust and Sit Down
Pull Up Some Dust and Sit Down är ett musikalbum av Ry Cooder som lanserades i augusti 2011 på skivbolaget Nonesuch. Det är hans fjortonde studioalbum och betydligt mer politiskt inriktat än hans tidigare skivor. Albumet tar upp ämnen som krig, ojämlikhet, girighet, bankkrisen och social orättvisa i 2010-talets USA. Musikaliskt kan stilen beskrivas som americana. Skivan blev en större försäljningsframgång i Europa än i USA.

## Låtlista
(Låten "Lord Tell Me Why" samskriven med Jim Keltner, övriga låtar är skrivna av Ry Cooder)
1. "No Banker Left Behind" - 3:36
2. "El Corrido de Jesse James" - 4:17
3. "Quick Sand" - 3:17
4. "Dirty Chateau" - 5:29
5. "Humpty Dumpty World" - 4:18
6. "Christmas Time This Year" - 2:49
7. "Baby Joined the Army" - 6:35
8. "Lord Tell Me Why" - 3:01
9. "I Want My Crown" - 2:37
10. "John Lee Hooker for President" - 6:08
11. "Dreamer" - 5:05
12. "Simple Tools" - 5:07
13. "If There's a God" - 3:06
14. "No Hard Feelings" - 5:52

## Listplaceringar
- Billboard 200, USA: #123[1]
- UK Albums Chart, Storbritannien: #26[2]
- Nya Zeeland: #28[3]
- Nederländerna: #24[4]
- Österrike: #74[5]
- Finland: #40[6]
- VG-lista, Norge: #6[7]
- Sverigetopplistan, Sverige: #12[8]